# Wójcza
Wójcza – wieś w Polsce położona w województwie świętokrzyskim, w powiecie buskim, w gminie Pacanów.
| SIMC    | Nazwa      | Rodzaj    |
| ------- | ---------- | --------- |
| 0259130 | Kąty       | część wsi |
| 0259146 | Na Parceli | część wsi |
| 0259152 | Zarzecze   | część wsi |

Do 1954 roku istniała gmina Wojcza. W latach 1975–1998 miejscowość położona była w województwie kieleckim.